# Gigantul de la Cerne Abbas

Imaginea gigantului văzut direct de sus

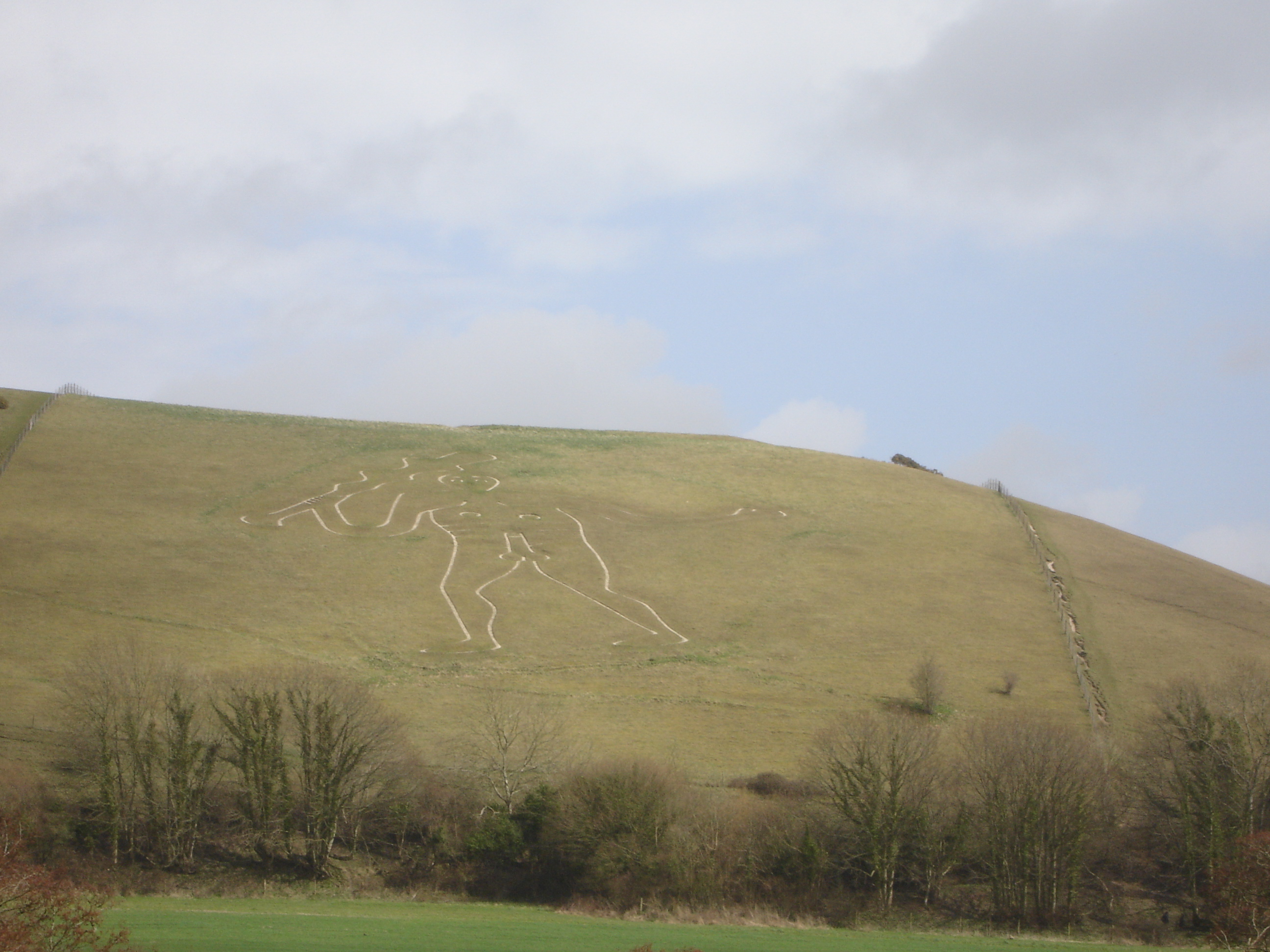
Gigantul de la Cerne Abbas observat de la distanţă

Gigantul de la Cerne Abbas cu mantie pe mâna stângă (în galben) reconstrucţie

Gigantul de la Cerne Abbas (de asemenea menționat și ca Omul Nepoliticos sau Gigantul Nepoliticos), este o figură pe un deal a unui uriaș bărbat gol. Se află pe un deal din apropierea satului Cerne Abbas, la nord de Dorchester, în Dorset, Anglia. Are o lungime de 55 m și o lățime de 51 m. Este sculptat în partea laterală a unui deal abrupt, și este vizualizat cel mai bine din partea opusă a văii sau din aer. Sculptura este formată dintr-un șanț de 30 cm lățime, și aceeași adâncime. Iarba din șanț este tăiată periodic, iar pământul este acoperit cu cretă. În mâna dreaptă uriașul ține o bâtă cu o lungime de 37 m. Un studiu din 1996 a constatat că unele caracteristici ale imaginii s-au schimbat în timp, în special, studiul a concluzionat că desenul inițial a avut o mantie pe brațul stâng al acestuia și stătea peste un cap fără trup.
Originea și vârsta gigantului de la Cerne Abbas este necunoscută. Anticii timpuriii îl asociau cu o zeitate saxonă, deși există puține dovezi pentru o astfel de conexiune. Alți cercetători au încercat să-l identifice cu o zeitate britanică celtică sau cu zeul roman Heracle, sau o sincretizare dintre cele două zeități. Descoperirile din 1996 au întărit identificarea cu Heracles, care a fost adesea descris înarmat cu o bâtă și care avea o mantie fabricată din blana Leului din Nemea.